# WarStart
WarStart fue un juego de estrategia multijugador masivo en línea. El juego está implementado en el lenguaje de programación ASP, requiriendo únicamente un navegador común para poder jugarlo. Permite que sus usuarios puedan interactuar las 24 horas del día, aunque no estén conectados.

## Descripción del juego
Al registrarse el jugador conquista un país al que podrá llamar base militar. Es el dueño de este país, y puede mandar construir «edificios» (minas de oro, minas de metal, fábricas, almacenes, laboratórios, cuarteles...), «investigar tecnologías» (tecnologías de motores, velocidad, defensas, campos de iones, ataques, militares...), y construir una gran variedad de «vehículos» que luego podrá enviar con misión de atacar, transportar, o espiar.
Aparte de vehículos, también debe construir defensas. Las defensas sirven en caso de ataque, para defender la base militar. De hecho, también se pueden construir misiles para enviar a otras bases enemigas para destruirlas.
Por otra parte, deberá reclutar soldados, entrenarlos y darles buenas armas y escudos para que puedan luchar en los torneos. También puede reclutar generales que dirijan a los soldados, y médicos que curen a los soldados heridos. Los generales suelen planear buenas estrategias. Deberá enseñar a planear estrategias a los generales, e intenta también que los médicos estudien mucha medicina.
Por último, dentro de su base militar, puede construir pequeñas ciudades y aldeas, donde satisfacer las necesidades de los ciudadanos construyendo y edificando casas, plazas, centros públicos... Dar trabajo a los adultos y construir colegios públicos y privados. Podrá cobrar un porcentaje como impuestos.

## Otra información
WarStart planeaba la publicación de la versión 1.0b en el verano del 2011.
- Datos: Q6166377